# Formato Netpbm
Portable Bitmap (PBM) é um formato digital de imagem usado no sistema operacional Linux. Este formato pode ser criado de duas formas: em ASCII ou em binário.

## Formato do arquivo em ASCII
Abaixo há um exemplo, nomeado "disquete.pbm".
```
P1 
#comentario (opcional)
16 16
0 0 0 0 0 0 0 0 0 0 0 0 0 0 0 0
0 1 1 1 1 1 1 1 1 1 1 1 1 1 1 0
0 1 0 1 0 0 0 0 0 0 0 0 1 0 1 0
0 1 0 1 0 0 0 0 0 0 0 0 1 1 1 0
0 1 0 1 0 0 0 0 0 0 0 0 1 0 1 0
0 1 0 1 0 0 0 0 0 0 0 0 1 0 1 0
0 1 0 1 0 0 0 0 0 0 0 0 1 0 1 0
0 1 0 1 0 0 0 0 0 0 0 0 1 0 1 0
0 1 0 0 1 1 1 1 1 1 1 1 0 0 1 0
0 1 0 0 0 0 0 0 0 0 0 0 0 0 1 0
0 1 0 0 1 1 1 1 1 1 1 1 1 0 1 0
0 1 0 0 1 1 1 1 1 1 0 0 1 0 1 0
0 1 0 0 1 1 1 1 1 1 0 0 1 0 1 0
0 1 0 0 1 1 1 1 1 1 0 0 1 0 1 0
0 0 1 1 1 1 1 1 1 1 1 1 1 1 1 0
0 0 0 0 0 0 0 0 0 0 0 0 0 0 0 0

```

"P1" é o cabeçalho indicando, além da extensão (PBM), o formato do arquivo. "16 16" é a largura e a altura (em pixels), respectivamente. Abaixo do cabeçalho, há a imagem, formada por 0 (branco) e 1 (preto). 

## Artigos relacionados
- Linux